# Acari (Rio de Janeiro)
Acari és un barri de classe baixa i classe mitjana baixa de la Zona Nord del municipi de Rio de Janeiro, en l'estat de Rio de Janeiro, al Brasil. Limita amb els barris de Pavuna, Costa Barros, Coelho Neto, Parque Colúmbia i Irajá.
El seu Índex de Desenvolupament Social (IDS), l'any 2000, era de 0,443, el 153è entre 158 analitzats en el municipi de Rio de Janeiro.

## Topònim
El nom del barri és una referència al riu Acari, que el banya. "Acari" és un terme amb origen en la llengua tupí: significa "riu dels acarás", la unió dels termes aka'ra (acará) i y (riu).

## Història

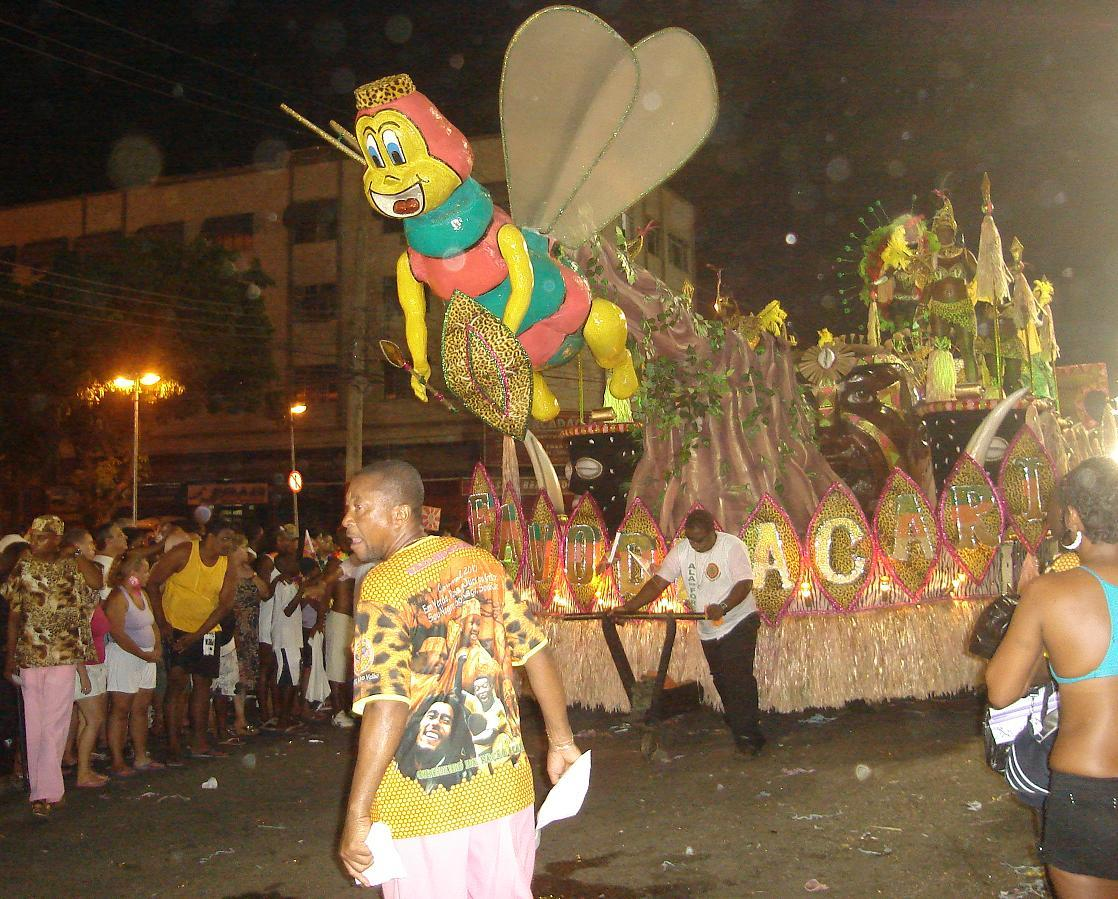
Desfilada de l'escola de samba Favo de Acari en el carnaval de 2010.

Fins al segle xix, el barri tenia una funció predominantment rural, amb molts terrenys de canya de sucre dintre de la Hisenda Irajá. La seva principal referència geogràfica era el Riu Acari, que abans es deia Meriti. El 1875, el Ferrocarril Rio d'Ouro va passar a tallar el barri, promovent un creixement poblacional en l'entorn de la via. E l 1946, va ser inaugurada l'Avinguda Brasil, cosa que va fer augmentar la població del barri.
A finals de la dècada de 1950, va ser construït el Conjunt Residencial Amarelinho, al marge de l'avinguda Brasil. El 23 de juliol de 1981, el barri va ser creat oficialment. El 1998, el metro va arribar al barri, utilitzant el camí de l'antic Ferrocarril Rio d'Ouro. El 2004, va ser creat un bloc carnavalesc en el barri: el Favo de Acari. El 2008, el bloc es va transformar en escola de samba.
Allà també va funcionar la Fàbrica d'Esperança que va ser un projecte social iniciat l'any 1994 per el Pastor Caio Fábio D'Araújo Filho en un edifici incendiat de la fàbrica Formiplac.
Situada en un edifici de sis pisos, a l'entrada de la favela d'Acari, es va transformar en una de les més importants Organitzacions No-Governamentais (ONGs) del País. Entre cursos professionals, guarderia i atenció mèdica, va arribar a tenir 55 projectes socials gràcies a l'aliança amb el govern, empresaris i altres entitats (inclus l'Institut Ayrton Senna). La Fàbrica d'Esperança va tenir paper fonamental per a disminuir la violència en la favela de Acari. La seva importància va ser reconeguda pel president Fernando Henrique en una visita al local immediatament després de la seva presa de possessió, en el seu primer mandat, com el principal projecte Social d'Amèrica Llatina.